# Charmoses dumigani
Charmoses dumigani är en fjärilsart som beskrevs av Turner 1932. Charmoses dumigani ingår i släktet Charmoses och familjen träfjärilar. Inga underarter finns listade i Catalogue of Life.